# Bugula plumosa
Bugula plumosa är en mossdjursart som först beskrevs av Peter Simon Pallas 1766.  Bugula plumosa ingår i släktet Bugula och familjen Bugulidae. Arten är reproducerande i Sverige. Inga underarter finns listade i Catalogue of Life.